# Estação Gein

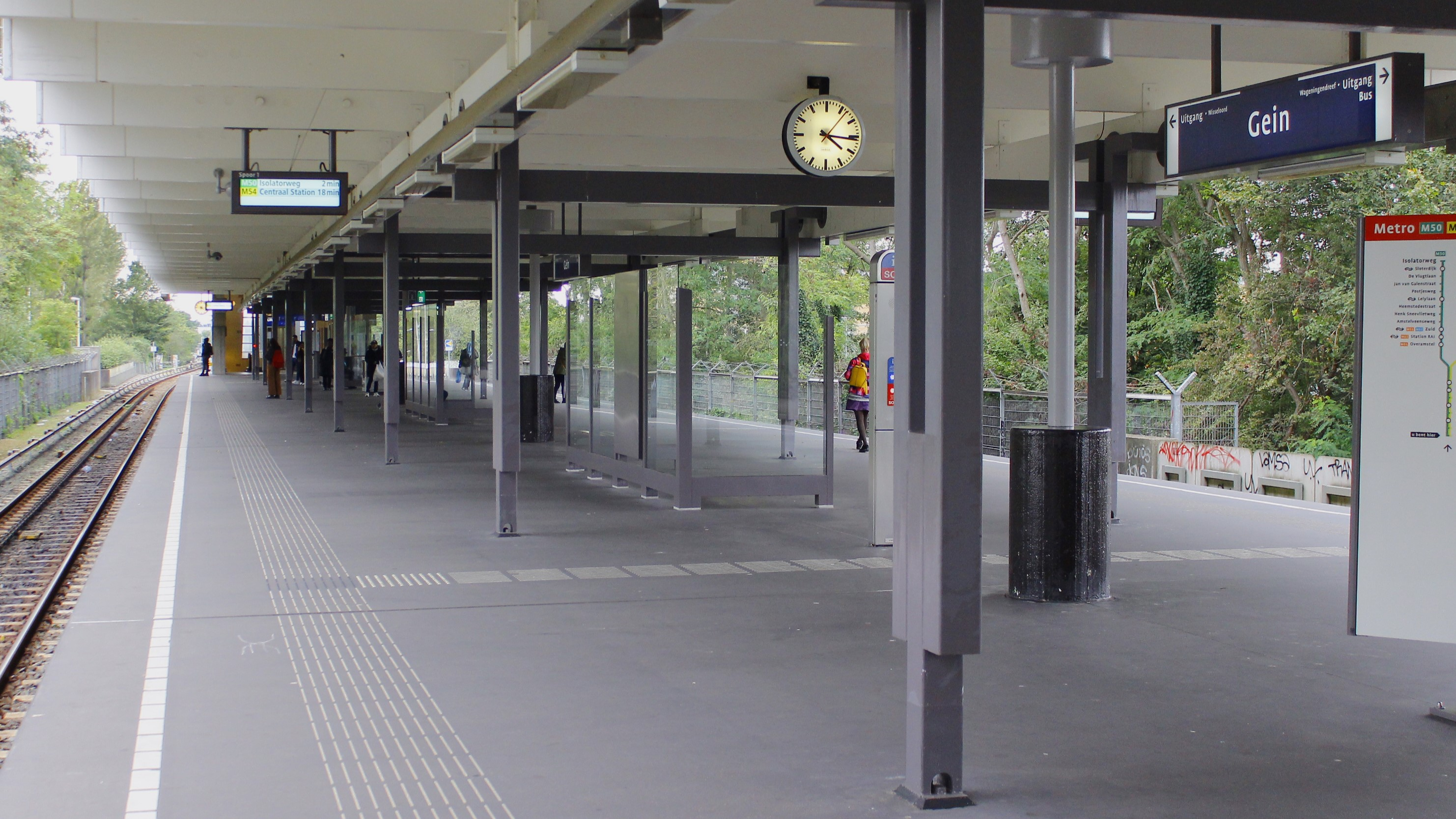

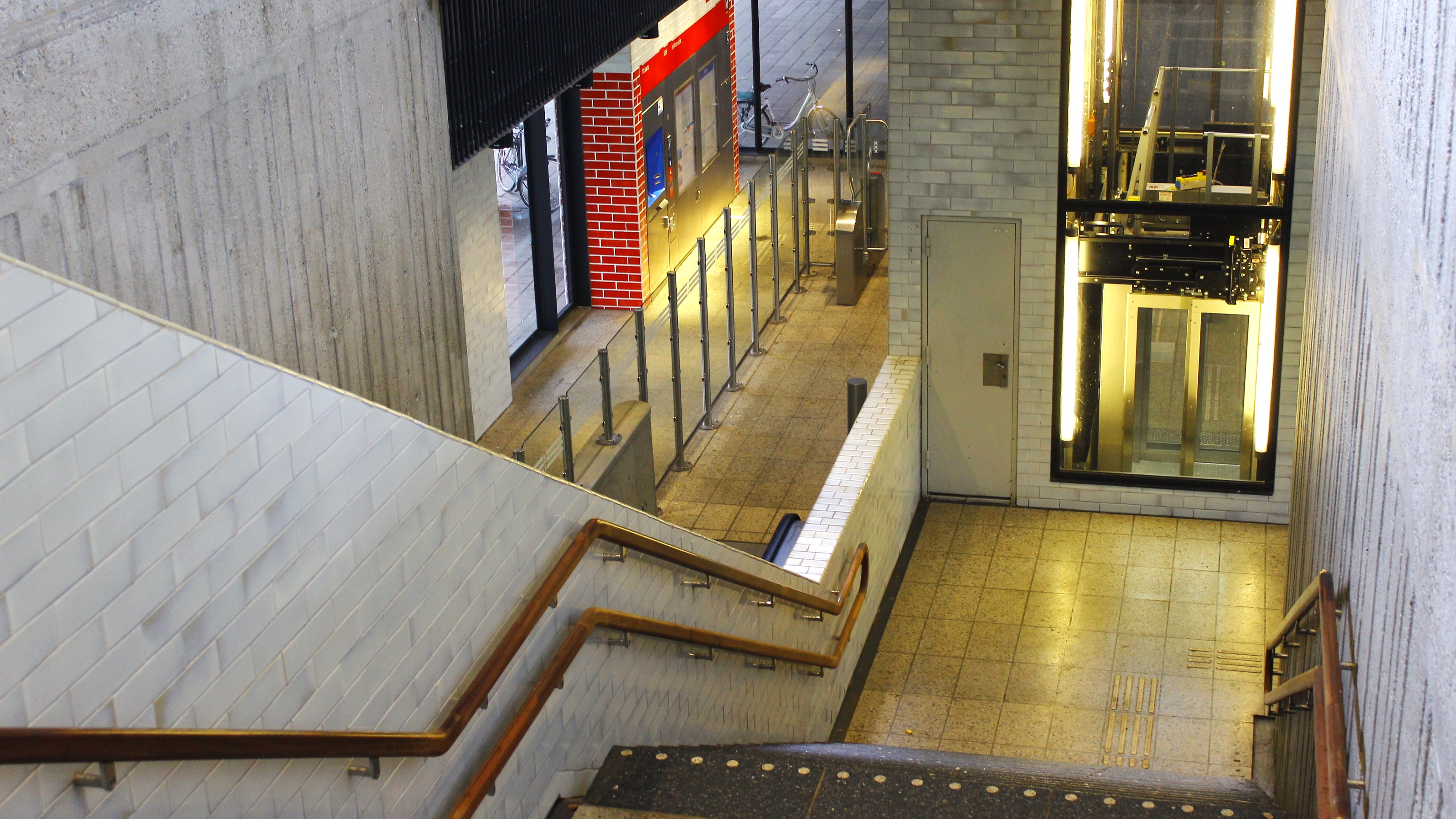

Gein é uma das estações terminais das linhas 50 e 54 do metro de Amsterdão, nos Países Baixos.